# Gran Puente de Danyang–Kunshan
El Gran Puente de Danyang-Kunshan es, al 2024, el puente más largo del mundo, con una longitud total de 164,8 kilómetros. Inaugurado en 2011, este viaducto forma parte de la línea de alta velocidad Pekín-Shanghái, una de las principales rutas ferroviarias de China 
.
Ubicado en la provincia de Jiangsu, en el este de China, el puente conecta las ciudades de Danyang y Kunshan, situándose entre Shanghái y Nankín. Su estructura atraviesa una geografía caracterizada por arrozales, tierras bajas, ríos y lagos, en la región del delta del río Yangtsé. Una sección de 9 kilómetros del puente cruza el lago Yangcheng en Suzhou.
El Gran Puente de Danyang-Kunshan fue completado en 2010 y su construcción empleó a aproximadamente 10,000 personas. Su construcción es un logro destacado de la ingeniería moderna, no solo por su longitud, sino también por su capacidad para superar desafíos geográficos y ambientales en una de las regiones más densamente pobladas de China.

## Historia
La línea de alta velocidad se tendió sobre un puente para ocupar menos terreno en la zona densamente poblada y acortar el tiempo de construcción de la línea. A diferencia de una línea ferroviaria terrestre, el puente requiere solo 10.9 hectáreas de terreno por kilómetro de línea en lugar de 28,4 hectáreas (0,3 km²). El uso de piezas prefabricadas uniformes reduce el esfuerzo de planificación y permite una producción eficiente.
El período de construcción fue de cuatro años, en ocasiones con más de diez mil personas trabajando en el sitio de construcción. El primero de más de dos mil pilares se vertió el 7 de abril de 2008. Las vigas cajón huecas se produjeron en cuatro plantas de producción a lo largo de la ruta, se llevaron al lugar de instalación en la sección del puente que ya se había construido y se colocaron en los pilares allí por una grúa especial. A veces, cada instalación de producción completaba más de dos vigas por día. El 24 de mayo de 2009 se utilizó la última viga cajón. Los trabajos de colocación de vía finalizaron el 6 de noviembre de 2010 y el 30 de junio de 2011 se inició la operación de la línea de alta velocidad. El costo de construcción fue de US$ 8.500 millones.

## Estructura

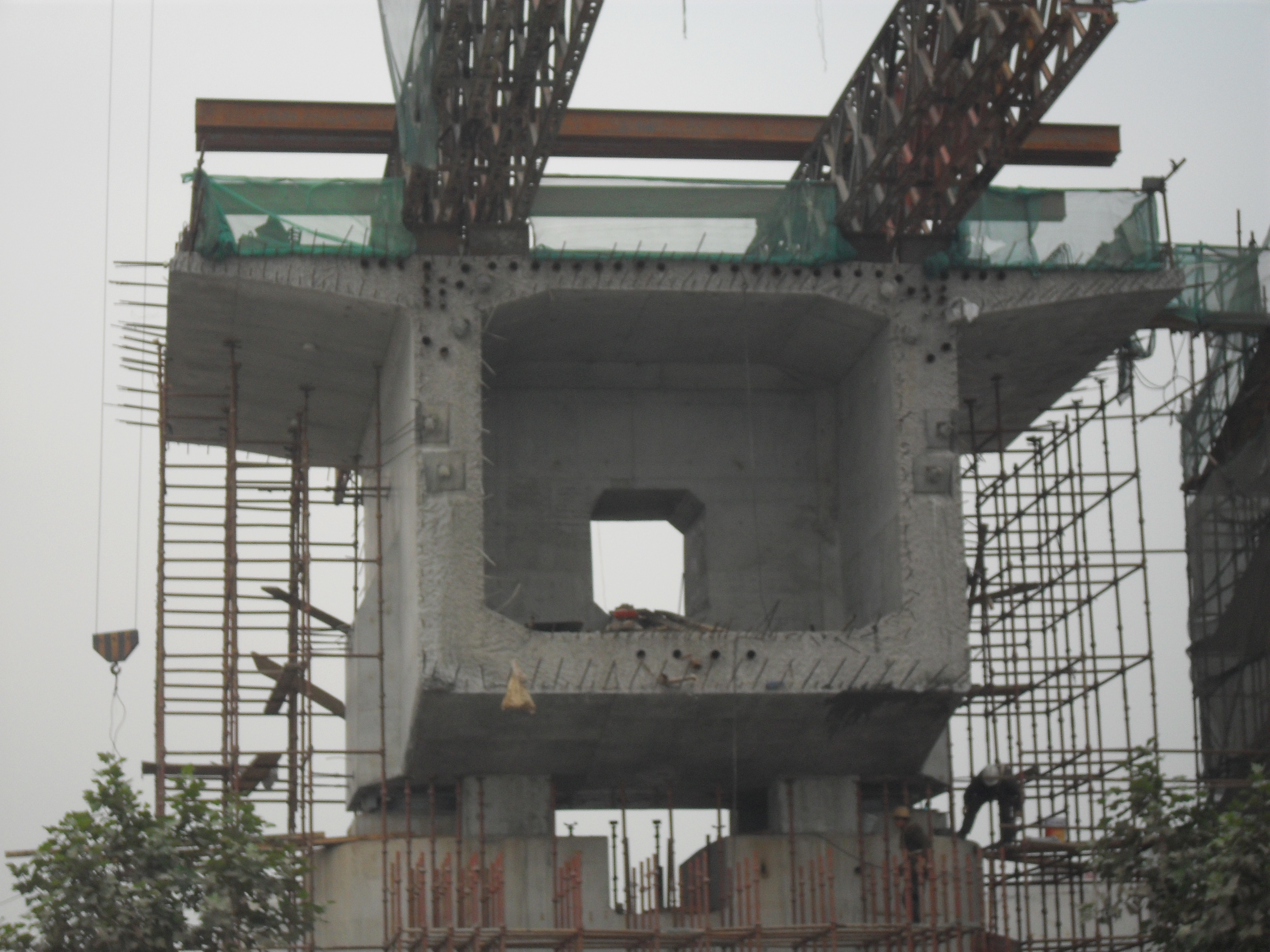
Viga cajón del ferrocarril de alta velocidad en la avenida Nanjing Jiangjun en construcción.

El puente Danyang-Kunshan es un puente de vigas cajón de 32 m de largo y algunos componentes más largos, que se utilizaron para sortear carreteras, vías férreas o cuerpos de agua mediante puentes de vigas de altura variable construidos con hormigón pretensado. El método que se utilizó para construirlo fue el uso de segmentos prefabricados colocados sobre la viga de lanzamiento Tiene una longitud de 164,8 km y su ancho máximo es de 80 m.

## Autor del diseño
China Road and Bridge Corporation (CRBC), una subsidiaria de China Communications Construction Company, diseñó y construyó el puente. Es una empresa financiada por el gobierno chino que originalmente formaba parte de la Oficina de Ayuda Exterior del Ministerio de Comunicaciones de China. Esta empresa lidera importantes proyectos de ingeniería civil en China, como carreteras, ferrocarriles, puentes, puertos y túneles.

## Relevancia
El Gran Puente Grand Danyang–Kunshan es una hazaña de ingeniería y uno de los proyectos de infraestructura más significativos de la historia moderna.Fue completado en 2010 y abierto en 2011, formando parte del Ferrocarril de Alta Velocidad Beijing-Shanghai, que conecta las ciudades de Danyang y Kunshan en la provincia de Jiangsu. A continuación, se detallan algunos de sus aspectos clave y su importancia.

### Logro ingenieril
La enorme longitud del puente es una de sus características definitorias, superando a todos los demás puentes del mundo en cuanto a la distancia total cubierta. Su construcción implicó superar numerosos desafíos, como terrenos variados, cuerpos de agua y zonas sísmicas. El puente fue diseñado para permitir el paso de trenes de alta velocidad a velocidades de hasta 300 km/h (186 mph). Esto requirió una precisión en la ingeniería, asegurando que las vías se mantuvieran niveladas y estables sobre un área tan extensa.
Se tardaron alrededor de cuatro años en completar la obra, y durante ese tiempo, los ingenieros utilizaron técnicas avanzadas de prefabricación y ensamblaje para manejar la infraestructura a gran escala. El puente fue construido con la participación de más de 10,000 trabajadores, junto con lo último en tecnología de construcción, utilizando una combinación de concreto, acero y materiales avanzados.
La construcción requirió una cantidad significativa de materiales y recursos para su construcción:
Acero: Se utilizaron aproximadamente 450.000 toneladas de acero, equivalentes al peso de unas 65 torres Eiffel.  
Hormigón: Se emplearon alrededor de 2,3 millones de metros cúbicos de hormigón pretensado, material que proporciona alta resistencia y durabilidad a la estructura. 
Pilares: La estructura está sustentada por 5.200 pilares, hundidos hasta alcanzar capas de roca sólida, lo que garantiza su estabilidad y resistencia. 
Inversión: El costo total de la construcción se estimó en 8.500 millones de dólares, reflejando la magnitud y complejidad del proyecto.

### Impacto económico y social
Como parte del Ferrocarril de Alta Velocidad Beijing-Shanghai, el Puente Grand Danyang–Kunshan es vital para el éxito de uno de los corredores de transporte más importantes de China. Esta línea de tren de alta velocidad redujo drásticamente el tiempo de viaje entre las dos ciudades, de más de 10 horas en tren convencional a unas 4.5 horas. Esto ha tenido un impacto profundo en la economía, haciendo que el comercio, el turismo y los negocios sean más eficientes.
El puente conecta regiones de gran importancia económica y ayuda a facilitar el movimiento de bienes y personas entre las principales ciudades. Juega un papel clave en el desarrollo económico regional al reducir los tiempos de viaje y promover la conexión entre ciudades, lo que es especialmente importante en la economía de rápido crecimiento de China.

### Consideraciones geográficas y ambientales
El puente atraviesa una amplia gama de características geográficas, incluidos ríos, lagos y humedales. En particular, cruza el Delta del Río Yangtsé, una región densamente poblada y de gran importancia económica. La construcción requirió una planificación meticulosa para minimizar los impactos ambientales, como la alteración de los ecosistemas locales o los hábitats de la fauna.
El proyecto tuvo en cuenta el impacto ambiental, incorporando elementos de diseño para reducir el daño. Por ejemplo, la estructura fue construida de manera que minimiza la erosión del suelo, previene inundaciones y protege la vida silvestre.
Para reducir el ruido producido por el paso de los trenes, las vías del tren están equipadas con amortiguadores acústicos y capas de material aislante para reducir la propagación del ruido hacia las áreas circundantes. Además, los rieles están montados sobre placas flotantes y fijaciones elásticas que minimizan las vibraciones y el ruido generado por el contacto rueda-raíl. Barreras acústicas se instalaron en las secciones cercanas a áreas urbanas o sensibles al ruido.

### Innovación tecnológica
La construcción del puente empleó materiales de última generación, como concreto de alta resistencia y aleaciones de acero capaces de soportar las fuerzas de la naturaleza, incluidos los terremotos y condiciones climáticas extremas. El diseño también integró tecnologías para asegurar la durabilidad del puente, como sistemas antivibración para trenes de alta velocidad y sistemas de monitoreo avanzados para detectar cualquier anomalía estructural.
Para asegurar una adecuada resistencia sísmicas se integraron sistemas de aisladores sísmicos elastoméricos (que absorben las fuerzas laterales de los terremotos) en los puntos de apoyo de las vigas sobre los pilares. Estos aisladores permiten que el puente "se mueva" ligeramente durante un sismo, disipando la energía sísmica en lugar de concentrarla en un punto. También se emplearon pilotes de fricción y diseños de base profunda que reducen el riesgo de colapso durante un terremoto.
Respecto a permitir el paso de trenes a velocidades elevadas en forma segura, se utilizaron dispositivos de amortiguación de vibraciones, como topes de impacto dinámico, instalados en las vigas y los raíles. Estos topes reducen las vibraciones inducidas por el paso de los trenes a alta velocidad y protegen tanto a la estructura como al confort de los pasajeros. Las juntas entre las secciones del puente fueron diseñadas con materiales flexibles para absorber la energía vibratoria y permitir la dilatación térmica.
Respecto al tema de limitar las cargas aerodinámicas laterales que pudieran afectar el tránsito de trenes, se recuurió a elementos de aerodinámica avanzada. Los laterales del puente están diseñados con barandillas y deflectores aerodinámicos que reducen la presión del viento y las turbulencias causadas por el movimiento rápido de los trenes. Se realizaron pruebas en túneles de viento para optimizar las formas de los pilares y las vigas. Además, la altura y orientación de los parapetos laterales ayudan a desviar corrientes de aire que podrían desestabilizar los trenes.
El Gran Puente Danyang–Kunshan no es solo una estructura independiente, sino que está integrado en la red de infraestructuras más amplia de China, conectando autopistas, ferrocarriles y aeropuertos para crear un sistema de transporte más interconectado.

### Símbolo del poderío ingenieril de China
La finalización del Puente Grand Danyang–Kunshan simboliza el rápido desarrollo tecnológico e infraestructural de China, demostrando su capacidad para emprender proyectos a gran escala. Refleja la ambición del país de convertirse en líder mundial en ingeniería, infraestructura e innovación tecnológica. 
El puente es un ejemplo para otros países y regiones que llevan a cabo grandes proyectos de infraestructura. Los logros de China en la construcción de una estructura tan impresionante han establecido un referente para la construcción moderna de puentes y sistemas de ferrocarriles de alta velocidad a nivel mundial.

### Valor cultural y estético
Aunque principalmente es una infraestructura funcional, el Gran Puente Danyang–Kunshan también tiene valor estético debido a sus líneas largas y elegantes y a la precisión ingenieril con la que fue construido. El puente no es solo un proyecto utilitario, sino una declaración de la capacidad de China moderna para combinar belleza y funcionalidad en su infraestructura.
El puente también representa una manifestación tangible del progreso histórico de China. En un país que ha experimentado una rápida industrialización y modernización en las últimas décadas, el Puente Grand Danyang–Kunshan sirve como recordatorio del extraordinario crecimiento del país.